# Open Source Initiative
Open Source Initiative (OSI) er forvalteren af open source-definitionen, den mest udbredte standard for open source-software.
Open Source Initiative blev grundlagt i 1998 og opfandt udtrykket open source i opposition til fri software-bevægelsen. Selvom fri software er det samme som open source-software, foretrak OSI at opstille en (mere) pragmatisk og erhvervsvenlig business case for open source-software.
I det meste af dets eksistens har OSI's aktiviteter været fokuseret på definition og certificering af softwarelicenser i overensstemmelse med open source-definitionen. OSI havde oprindeligt en lukket organisationsmodel, men ændrede sig til en medlemsorganisation i 2010'erne for at rejse flere penge og udvide sine aktiviteter.

## Historie
I 1998 udgav Netscape open source-browseren Navigator. Den 8. februar grundlagde Eric Raymond og Bruce Perens Open Source Initiative (OSI) og opfandt udtrykket open source for at henvise til det, der tidligere var blevet kaldt fri software. OSI foretrækker betegnelsen "open source" frem for "fri software", fordi sidstnævnte begreb har uønsket ideologisk og politisk medbetydning, og OSI ønsker at fokusere på de pragmatiske og erhvervsvenlige argumenter for open source-software. OSI definerer open source som en "udviklingsmetode til software, der udnytter kraften i distribueret fagfællebedømmelse og gennemsigtighed i processen. Løftet om open source er bedre kvalitet, højere pålidelighed, mere fleksibilitet, lavere omkostninger og en ende på uønsket vendor lock-in". Perens udarbejdede et sæt open source-retningslinjer, som blev vedtaget af OSI som open source-definitionen.
I januar 2020 forlod Perens OSI på grund af uoverensstemmelser vedrørende en ny licens (den kryptografiske autonomi-licens), som var blevet foreslået til OSI's godkendelse. Raymond blev udelukket fra OSI-mailinglisten i marts 2020.
I 2022 begyndte OSI arbejdet med en open source-definition af kunstig intelligens og inviterede snesevis af forskere og virksomhedsrepræsentanter til at lave et udkast. Selv virksomheder med tilgængelig kode frigiver ofte ikke det datasæt, der bruges til at træne modellen og pålægger brugsbegrænsninger for, hvad der kan gøres med den trænede model. Maffulli sagde, at en ny definition var nødvendig, fordi kunstig intelligens "er forskellig fra almindelig software og tvinger alle interessenter til at overveje, hvordan open source-principperne gælder for dette område".

## Styring
OSI er et nonprofit-selskab i Californien med almennyttige formål og 501(c)(3) skattefritagelse. Selskabet valgte en lukket snarere end medlemskabsdrevet organisationsmodel for at skabe konsensus omkring dets definition. Al beføjelse ligger hos dets bestyrelse, og kommende bestyrelser udpeges af den nuværende bestyrelse. Denne styringsmodel har hæmmet OSI's bestræbelser på at nå andre mål, der ikke er relateret til definitionen. I modsætning til andre fri og open source-organisationer udvikler OSI ikke software, hvilket betyder, at frivillige indsatser er blevet rettet andre steder.
I 2008 forsøgte OSI at reformere sin styring ved at invitere 50 personer til en privat mailingliste, men dette forsøg førte ikke til noget offentligt tilgængeligt resultat. I 2012 forsøgte selskabet igen at gå over til en medlemsbaseret struktur med organisationsmedlemskaber og individuelle medlemskaber uden nogen formel indflydelse på organisationen. Der blev også annonceret en plan for virksomhedsmedlemskaber, men det er ikke blevet til noget pr.  2022. Motivationen for at indføre en medlemsbaseret struktur er at skaffe flere økonomiske ressourcer, der ville gøre det muligt at etablere fuldtidsstillinger for at øge organisationens effektivitet.
I marts 2021 afholdt OSI-organisationen en afstemning om valg af en administrerende direktør blandt sine medlemmer, men resultaterne blev annulleret, fordi valget blev hacket. Efter et omvalg blev Stefano Maffulli udnævnt som OSI's første administrerende direktør i september 2021.

## Open source-definitionen
Open source-definitionen er den mest almindeligt accepterede standard for open source-software. At give adgang til kildekoden er ikke nok til, at software kan betragtes som "open source": det skal også tillade modificering og deling på samme vilkår og til alle anvendelser, herunder kommerciel brug. Open source-definitionen kræver, at ti kriterier er opfyldt for at en licens kan godkendes. Det tillader både copyleft - hvor deling og afledte værker skal udgives med en fri licens - og tilladelige licenser - hvor afledte værker kan udgives under enhver licens. Softwarelicenser, der er omfattet af open source-definitionen, opfylder også fri software-definitionen og omvendt. Både Free Software Foundation og OSI deler målsætningen om at understøtte fri og open source-software.

## Licensgodkendelsesproces
OSI godkender visse licenser som kompatible med definitionen og vedligeholder en liste over godkendte licenser. Nye licenser skal indsende et formelt forslag, der forklarer begrundelsen for licensen, sammenligning med eksisterende godkendte licenser og enhver juridisk analyse. Forslaget diskuteres på OSI-mailinglisten i mindst 30 dage, inden det bringes til afstemning og godkendes eller forkastes af OSI-bestyrelsen. Selvom OSI har gjort en indsats for at have en gennemsigtig proces, har godkendelsesprocessen været en kilde til kontroverser.
Syv godkendte licenser anbefales især af OSI som "populære, vidt udbredte eller havende stærke fællesskaber":
1. Apache-licensen 2.0
2. 3-klausul og 2-klausul BSD-licenserne
3. Alle versioner af GPL
4. Alle versioner af LGPL
5. MIT-licensen
6. Mozilla Public License 2.0
7. Common Development and Distribution License (CDDL)
8. Eclipse Public License version 2.0